# Prix Jacques-Louis-Lions
Le prix Jacques-Louis-Lions est un grand prix thématique de mathématiques appliquées de l'Académie des sciences française.

## Description
Le prix a été créé en 2003 par la SMAI, en collaboration avec l'INRIA et le CNES dont Jacques-Louis Lions a été président, de 1980 à 1984 pour l'INRIA et de 1984 à 1992 pour le CNES. 
Ce prix de 10 000 euros, décerné tous les deux ans, est destiné à récompenser un scientifique pour un ensemble de travaux de très grande valeur en mathématiques appliquées, effectués en France ou en étroite relation avec un laboratoire français, dans les domaines dans lesquels Jacques-Louis Lions a travaillé : équations aux dérivées partielles, théorie du contrôle, analyse numérique, calcul scientifique et leurs applications. 

## Lauréats
- 2023 : Laurent Desvillettes[1]
- 2021 : Stéphane Jaffard[2]
- 2019 : Maria J. Esteban
- 2017 : Denis Serre[3]
- 2015 : Jesús Ildefonso Díaz (en)
- 2013 : Pierre Degond
- 2011 : Vincent Giovangigli
- 2009 : Yvon Maday
- 2007 : Michel Fliess
- 2005 : Jean-Claude Nédélec
- 2003 : Roger Temam